# Estación Óvalo
Óvalo fue una estación de ferrocarril que se hallaba en el Desierto de Atacama, en la Región de Antofagasta de Chile. Fue parte del Ferrocarril de Taltal y actualmente se encuentra abandonada.

## Historia
La estación fue construida originalmente como parte del segundo tramo del Ferrocarril de Taltal, en la extensión contemplada desde Refresco hasta la estación Catalina (denominada inicialmente como «Catalina del Norte»), cuya construcción finalizó el 11 de abril de 1888 y su entrega al público ocurrió mediante decreto del 17 de julio del mismo año.
Según Santiago Marín Vicuña, la estación se encontraba ubicada a una altitud de 1980 m s. n. m. De acuerdo al censo chileno de 1930 la estación poseía 21 habitantes: 6 mujeres y 15 hombres.
Desde la estación Óvalo nacían varios ramales a oficinas salitreras ubicadas en las cercanías, como por ejemplo Atacama, Lautaro, Chile y Salinitas. En mapas oficiales de 1964 la estación continuaba apareciendo como operativa.
Luego que fueran suspendidos todos los servicios del ferrocarril y se autorizó el levante de las vías en abril de 1976, la estación Óvalo quedó abandonada. Actualmente se encuentra en ruinas, quedando solo los cimientos de algunas estructuras y los terraplenes de cemento que formaban los andenes.